# 無罪モラトリアム
『無罪モラトリアム』（むざいモラトリアム；英題：Muzai Moratorium、Innocence Moratorium）は、1999年2月24日に東芝EMIより発売された日本のシンガーソングライター・椎名林檎の1作目のスタジオ・アルバム。
約1年半チャートインし続けるというロングヒットを記録。最終的には170万枚を超える売上を記録し、ミリオンセラーとなった。

## 概要
同年1月に発表された先行シングル『ここでキスして。』がスマッシュヒットを記録する中で発売された本作は、その影響を受ける形で約1年半チャートインし続けるというロングヒットを記録。最終的には売上170万枚を超えるミリオンセールスを達成した。
本作は椎名が高校時代からデビュー前までの十代のころに書き溜めていた楽曲で構成されており、楽曲ごとに編成された数種類のバンドによってレコーディングされている。歌謡曲、パンク、グランジ、ジャズなど過去から発売当時までのポップ・ミュージックを折衷した楽曲が並び、そのオルタナティブなサウンドとキャッチーなメロディ、そして文学的かつ刺激的な歌詞により、同年代に限らない幅広い層のリスナーを獲得した。
本作の楽譜は数多くのバンドスコアを出版しているリットーミュージックにおけるロングセラーであり、1999年のリリースから15年以上経過しても一番人気を保っている。
2008年11月25日にデビュー10周年記念の一環として、本作にリマスタリング処理を施して収録したBOXセット『MoRA』と、本作のアナログ盤が発売された。
初回生産盤は特殊ブックレット仕様 で、特典として抽選でVHSビデオ『性的ヒーリング〜特別御奉仕編〜』が貰える応募券が付けられた。

### アルバムのコンセプト
アルバムタイトルには「人として真面目に生きていこうとする以上、社会に適合できないモラトリアムな瞬間はきっと誰にでもあるのだから、自分自身のためにも『それは無罪なんだ』と言いたい」という椎名林檎のメッセージが込められている。タイトルの略称は「無罪」と「モラトリアム」の頭からそれぞれを取り「MM」とされる。
「初めてのアルバムなので昔から歌っていた曲をたくさん入れたい」という椎名の意向もあって11曲の収録曲はすぐに決まり、その結果、「十代の椎名林檎の集大成」のようなアルバムになった。
制作意図としては、歌詞の世界観を表現するというよりも、たとえば音楽をやっているような、聴く人が聴けば「音楽的にはこういう人間だ」とわかるような自分の音楽的な名刺代わりというつもりで作った。自分のやり方を初めて提示するのだからわかりやすいようにあえてデフォルメし、そして自分ひとりで作ったデモとの間に差異が生まれたときは特に気を配って修正をし、音楽的に誤解されないように気をつけたという。

### アートワーク
アルバムのジャケットデザインはアートディレクターの木村豊が手掛けた。アルバムのジャケット写真を自分が完全に浮いてしまっている場所で撮りたいと思っていた椎名は、「裁判所などで弁護士が『無罪』や『勝訴』という文字が書かれた幡（ハタ）を関係者たちに囲まれて掲げているところに自分がポツンといたら面白いのでは」というアイデアを出した。するとデザイナーの木村豊がそれにゴーサインを出し、新聞記者や報道カメラマン、警備員などのエキストラが集められた。また幡の題字は椎名本人によるもの。

## 制作の背景
楽曲制作の準備に入ると、プロデューサー的役割に移行していた当時の東芝EMIの担当制作ディレクター篠木雅博 は、自分の代わりに外部から実績のあるディレクターを招聘することにした。しかし作品にはかなりの手直しが必要だという外部ディレクターと、それを断固として拒否する椎名の意見が激しく衝突した。椎名の詞曲にそれまで出会ったことのないほどの違和感を感じていた篠木も外部ディレクターと同意見だったが、自分が年を取って若い人たちの音楽を受け入れられなくなったのかもしれず、その違和感はひょっとしたら大化けの予兆かもしれないとも思った。そして椎名林檎の個性を生かすには、旧来のディレクション方法は無視して自由にやってもらうしかないと判断し、すべてを椎名とアレンジャーおよびベーシストの亀田誠治2人の作業に委ねた。
当時、椎名はまだ十代で、デビューしたばかりの自分に十分な予算など与えられないことはわかっていたため、レコーディングはシンプルなバンドサウンドで行うことに決めて、メンバーは椎名の意向を受けた亀田によって集められた。その結果、演奏者と楽曲を信じてアレンジを固めずに自由なセッションで曲を作り上げ、「バンド演奏による一発録り」で現場の空気をそのままパッケージ化する形が取られた。
レコーディングではおもに二つのバンドを編成して曲によって使い分けるという手法を使ったが、それはギタリストのキャラクターが異なることで生じるバンドの違いを出したいと思ったためである。またそれまでずっとバンドでやってきたのでバンドサウンドには一番親しみがあるが、サウンド的にも詞的にもそれだけに狭めずに「何でもあり」という感じにしたかったので、自分が必要性を感じればバンドにこだわらずにストリングスなども入れることにした。

## 批評
平山雄一は「この人はバランスなんて全然考えていない。繊細さと猥雑さがごちゃごちゃに混じっている。現実の中に脳内現実が入り込み、更によく見ようとするものだから、かえって現実が鮮明に浮かび出す。そうした作業が歌の中で行われているため、曲の中でボーカルスタイルが分裂し、曲自体は短いのにとてもヘビーな聴き応えがある」「『茜さす 帰路照らされど･･･』は極端。つぶやいたかと思うと、美しく歌い上げる」「『丸の内サディスティック』はBLANKEY JET CITYの浅井健一の使い方に聴きながら笑い出していた」「インスピレーションに富んだフレーズが次から次へと飛び出す。そしてそれらの言葉は彼女の生き方・愛と音楽と自分と闘いながら過ごした10代の足跡と傷跡を臆することなく並べている。悲壮感・押し付けがましさ・自己陶酔はない。バランスを取ることの不必要さに彼女は気づいている。自分の中のグズなところとスピード好み、内省的なところと好戦的志向、表現者をそのまま同居させて1枚のアルバムに仕上げて見せた。虚言癖すれすれのストーリー性も楽しい。まるで悪霊のごとくずらりとオーバーの吊られた新宿の居酒屋で、間もなく有罪の世代になる女に出くわした気分だ。彼女に言ってやろう。『成人式おめでとう』」と賞賛している。

## 収録曲

### 各曲解説
1. 正しい街
18歳のときに制作された曲。デビュー直前、福岡で交際していた当時の恋人へ上京するための別れを告げた際のやりとりと心情を綴った曲。歌詞にも福岡にある「百道浜」、「室見川」が登場する。椎名はこの曲を必ずアルバムの1曲目に収録すると決めていたという。
このアルバムの幕開けとなるイントロのドラムは、椎名がデモでMTRへ打ち込んだドラムの通りにスタジオ・ミュージシャンの河村智康に叩いてもらっている[17]。デビュー10周年記念ライブではその再現にこだわり、再び河村に叩いてもらった[17]。
2. 歌舞伎町の女王
2枚目のシングル表題曲。サントリー 「ザ・カクテルバー ミモザ クラッカー篇」CMソング。
18歳のときに制作された曲。上京後、渋谷のレコードショップでアルバイトしていたころにSMクラブのスカウトマンにしつこく話を持ちかけられたことから着想を得て書かれた東京都新宿区歌舞伎町を舞台にした楽曲である。
この曲のドラムは椎名本人が演奏している。
3. 丸の内サディスティック
2枚目のシングル『歌舞伎町の女王』収録のカップリング曲「実録 －新宿にて－ 丸の内サディスティック〜歌舞伎町の女王」で、一部ではあるが既に発表されていた楽曲。なお「丸ノ内サディスティック」と表記されることもある。「丸の内」とは、当時の営団地下鉄（現在の東京メトロ）丸ノ内線のことであり、主要駅が歌詞に登場する。
この楽曲はデビュー前、椎名がイギリスにホームステイしていた際にミュージックシーケンサーの打ち込みで作られたもので、仮歌詞の段階ではすべて英語であったが、発表するにあたって語感のいい日本語に変えている。歌詞には椎名が尊敬する浅井健一の愛称「ベンジー」が登場するほか、彼の所属していたバンド・BLANKEY JET CITYの楽曲「ピンクの若いブタ」より「ピザ屋の彼女（=ピザ屋の女性店員）」という詞を引用しているとのこと。
2009年発表の4作目のアルバム『三文ゴシップ』には、歌詞の大部分を英語に改めた別アレンジの「丸の内サディスティック（EXPO Ver.）」が収録されている。
ソロ名義のコンサートでの定番曲。またのちに結成したバンド東京事変のコンサートでも頻繁に披露されていたため、そのライブベストアルバム『東京コレクション』にも収録されている。
4. 幸福論（悦楽編）
サントリー「ザ・カクテルバー シェーカー篇」CMソング。
デビューシングル表題曲「幸福論」のアルバムバージョン。シングルバージョンとは大きくアレンジが異なり、ヴォコーダーを利用した独特のアレンジとなっている。コンサートでもこのバージョンを披露することが多く、その際は拡声器を使用して歌唱している。なお、シングルバージョンは長らくアルバム作品としてまとめられていなかったが、デビュー10周年企画の第3弾として2008年11月25日に発売された『MoRA』の『無罪モラトリアム』（ボーナス・トラック扱い）や、2019年に発売された初のベストアルバム『ニュートンの林檎 〜初めてのベスト盤〜』に収録された[注 5]。
5. 茜さす 帰路照らされど･･･
サントリー「ザ・カクテルバー オレンジ絞り篇」CMソング。
16歳のころに制作された曲。歌詞に登場する「アイルランドの少女」とは、アイルランドのロックバンド、クランベリーズのドロレス・オリオーダンのこと[注 6]。
6. シドと白昼夢
19歳になる前に制作された曲。
本作ではプログラミングとバンドサウンドによるアレンジとなっている。また、本作の他に2001年に発売された7枚目のシングル『真夜中は純潔』のカップリング曲として、服部隆之編曲によるアレンジで収録されている。
7. 積木遊び
椎名曰く「箸休め的なお遊び曲」。この曲で使用されている椎名の演奏による「なんちゃって御琴」とはシンセサイザーで琴の音色を使用したもの（ちなみに椎名は3枚目のアルバムでは本物の琴を弾いている）。ミュージック・ビデオも制作され、『性的ヒーリング〜其ノ壱〜』におまけ映像として収録されている。また、この曲には決められた振り付けがあり、椎名本人がミュージック・ビデオやコンサートでも披露している。この振り付けは、本作のバンドスコアに掲載されている。
8. ここでキスして。
3枚目のシングル表題曲。読売テレビ・日本テレビ系『ダウンタウンDX』エンディングテーマ。当時自身最高の30万枚以上を売り上げた。またこの曲でテレビ朝日系ミュージックステーションに初登場を果たした。
後に堂本剛など様々なミュージシャンがカバーし、椎名の代表曲ともいえる楽曲となった。
9. 同じ夜
アコースティック・ギターとヴァイオリンというシンプルな編成の曲。
3枚組シングル集『絶頂集』には、この曲のライブ音源が「Jｪﾁ~ｯじo™ｳ」として収録されている。
10. 警告
サントリー「ザ・カクテルバー スパークリングキャンペーン篇」CMソング。
昔交際していた彼氏への不満を綴った曲。シングルが売れて椎名の知名度が上がったとき、その当時の彼氏が電話してきて何を思ったか「俺が悪かった」と今更ながら謝ってきたので憤慨したと、そのことから製作に至っている。
11. モルヒネ
19歳のときに制作された曲。

### 楽曲クレジット
| 全作詞・作曲: 椎名林檎、全編曲: 亀田誠治。 |                              |           |            |                    |      |
| #                                          | タイトル                     | 作詞      | 作曲・編曲 | 演奏               | 時間 |
| 1.                                         | 「正しい街」                 | 椎名林檎  | 椎名林檎   | 絶倫ヘクトパスカル | 3:53 |
| 2.                                         | 「歌舞伎町の女王」           | 椎名林檎  | 椎名林檎   | 絶倫ヘクトパスカル | 2:51 |
| 3.                                         | 「丸の内サディスティック」   | 椎名林檎  | 椎名林檎   | 絶叫ソルフェージュ | 3:56 |
| 4.                                         | 「幸福論（悦楽編）」         | 椎名林檎  | 椎名林檎   | 絶倫ヘクトパスカル | 2:58 |
| 5.                                         | 「茜さす 帰路照らされど･･･」 | 椎名林檎  | 椎名林檎   | 桃色スパナ         | 4:07 |
| 6.                                         | 「シドと白昼夢」             | 椎名林檎  | 椎名林檎   | 絶倫ヘクトパスカル | 4:03 |
| 7.                                         | 「積木遊び」                 | 椎名林檎  | 椎名林檎   | 桃色スパナ         | 3:24 |
| 8.                                         | 「ここでキスして。」         | 椎名林檎  | 椎名林檎   | 絶倫ヘクトパスカル | 4:20 |
| 9.                                         | 「同じ夜」                   | 椎名林檎  | 椎名林檎   | 桃色スパナ         | 3:38 |
| 10.                                        | 「警告」                     | 椎名林檎  | 椎名林檎   | 絶倫ヘクトパスカル | 4:05 |
| 11.                                        | 「モルヒネ」                 | 椎名林檎  | 椎名林檎   | 桃色スパナ         | 3:42 |
| 合計時間:                                  | 合計時間:                    | 合計時間: | 41:00      |                    |      |

アナログ盤
| #  | タイトル                     | 作詞 | 作曲・編曲 | 時間 |
| -- | ---------------------------- | ---- | ---------- | ---- |
| 1. | 「正しい街」                 |      |            | 3:53 |
| 2. | 「歌舞伎町の女王」           |      |            | 2:51 |
| 3. | 「丸の内サディスティック」   |      |            | 3:56 |
| 4. | 「幸福論（悦楽編）」         |      |            | 2:58 |
| 5. | 「茜さす 帰路照らされど･･･」 |      |            | 4:07 |
| 6. | 「シドと白昼夢」             |      |            | 4:03 |

| #         | タイトル             | 作詞  | 作曲・編曲 | 時間 |
| --------- | -------------------- | ----- | ---------- | ---- |
| 7.        | 「積木遊び」         |       |            | 3:24 |
| 8.        | 「ここでキスして。」 |       |            | 4:20 |
| 9.        | 「同じ夜」           |       |            | 4:14 |
| 10.       | 「警告」             |       |            | 4:05 |
| 11.       | 「モルヒネ」         |       |            | 3:42 |
| 合計時間: | 合計時間:            | 41:00 |            |      |

## クレジット
| 絶倫ヘクトパスカル - 声、生ドラム (M-2)、手、口笛：椎名林檎 - 電気式ギター、生ギター：西川進 - 電気式ベースギター、手：亀田誠治 - 生ドラム (M-1、3-11)、声、手：河村智康 桃色スパナ - 声、なんちゃって御琴、口笛：椎名林檎 - 電気式ギター、生ギター、声指導：鈴木玲史 - 電気式ベースギター：亀田誠治 - 生ドラム、すべからくコンガ：河村智康 | 絶叫ソルフェージュ - 声、生ピアノ、けんばんハーモニカ、手足：椎名林檎 - 電気式ベースギター、声：亀田誠治 - 生ドラム、声、手足：河村智康 ゲスト - 電子ピアノ (M-1、10)、ピアノ (M5)：森俊之 - ヴァイオリン (M-9)：斎藤ネコ - ストリングス (M-1、5)：金原千恵子ストリングス - 電子ピアノ (M-8)：矢代恒彦 |